# Adam Molau

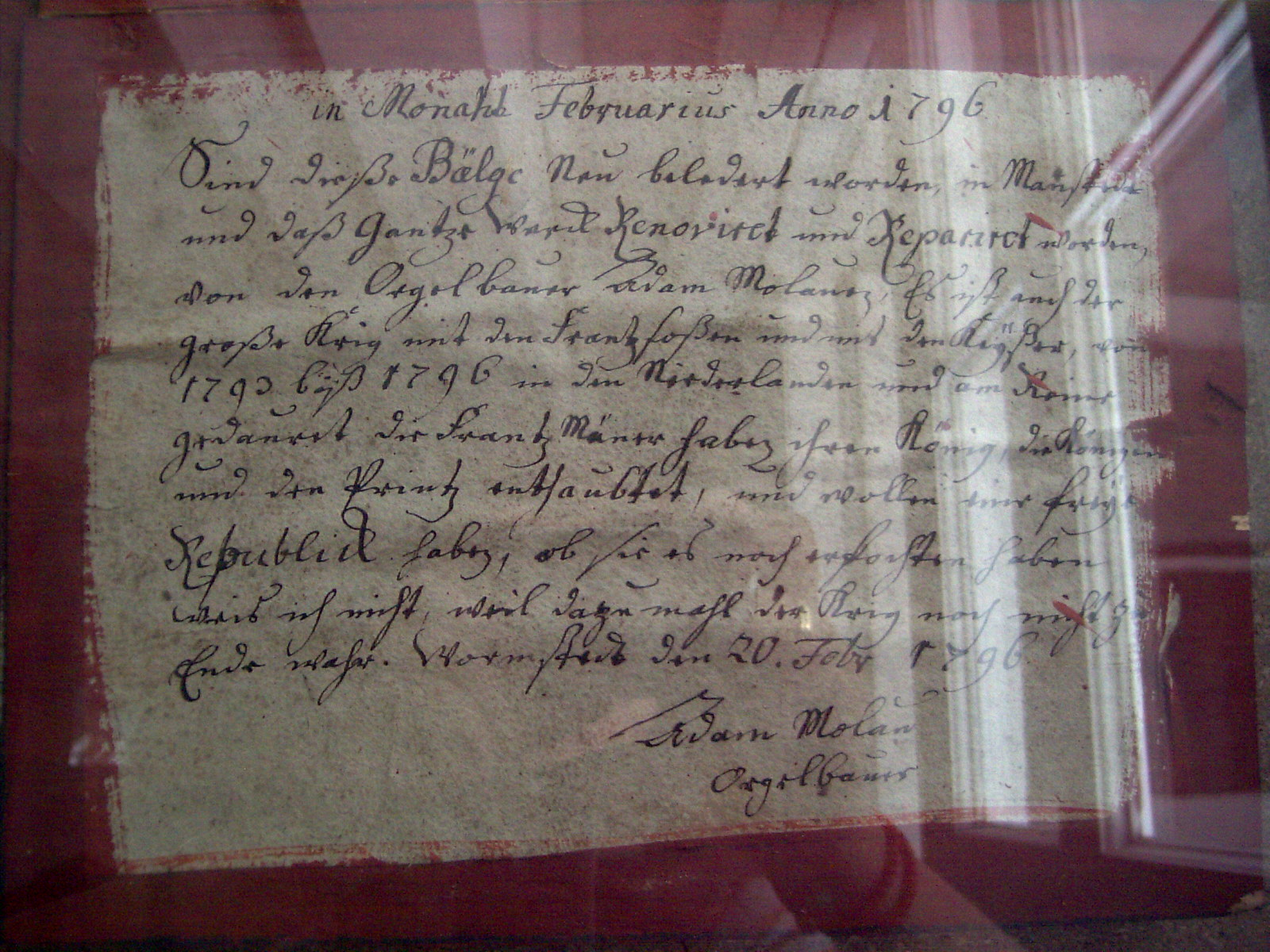
Eigenhändiger Bericht von Adam Molau über eine Orgelreparatur in Wormstedt (1796)

Adam Molau war ein deutscher Orgelbauer, der in der 2. Hälfte des 18. Jahrhunderts seine Werkstatt in Mannstedt hatte. Er ist möglicherweise Sohn von Johann Georg Molau (* 6. August 1703 in Großhelmsdorf; † 26. November 1773) aus Großhelmsdorf.
Vom Orgelbauer Adam Molau sind bislang folgende Auftragsarbeiten bekannt:
- 1755 Vollendung der Orgel in der Kirche in Kreypau, deren Bau von Johann Christoph Mocker II. begonnen worden war[2]
- 1755/1756 Teilneubau oder Reparaturarbeiten an der Orgel in St. Georg im thüringischen Wormstedt.[3]
- 1784 Anschlag zur Reparatur der schadhaften Orgel in der Kirche in Kreypau, den Auftrag erhielt aber der Orgelbaumeister Johann Gottfried Krug
- 1785 der Molau zugeschriebene Neubau in Großhelmsdorf (I/8) geht wohl auf Johann Christoph Dinger (Quelle: Christoph Dünger) zurück.[4]
- 1786 Neubau in Mannstedt (II/P/22)
- 1796 Reparaturen an der Orgel in Wormstedt[3]

Ein Orgelbauer namens Adam Molau aus Ansbach ist möglicherweise mit ihm identisch. Eine verwandtschaftliche Beziehung zur Orgelbauerfamilie Molau in Großbrembach konnte bisher nicht nachgewiesen werden.